# Papa Inocêncio IX
Inocêncio IX, nascido Giovanni Antonio Facchinetti; (Bolonha, 20 de julho de 1519 - Roma, 30 de dezembro de 1591)  foi o Papa da Igreja Católica e Soberano dos Estados Papais de 29 de outubro de 1591 até a data de sua morte, dois meses depois.
Antes de seu breve Papado, ele havia sido advogado, diplomata e administrador principal durante o Pontificado do Papa Gregório XIV (p. 1590-1591).

## Biografia

### Início da vida e sacerdócio
Giovanni Antonio Facchinetti, cuja família veio de Crodo, na diocese de Novara, norte da Itália, nasceu em Bolonha em 20 de julho de 1519. Era filho de Antonio Facchinetti e Francesca Cini.
Ele estudou na Universidade de Bolonha - que era proeminente em jurisprudência - onde obteve doutorado em direito civil e canônico em 1544. Mais tarde foi ordenado sacerdócio em 11 de março de 1544 e foi nomeado cânone da igreja de Santos Gervásio e Protásio de Domodossola em 1547.
Ele viajou para Roma e tornou-se secretário do cardeal Nicolò Ardinghelli antes de entrar ao serviço do cardeal Alessandro Farnese, irmão do duque de Parma e neto do Papa Paulo III (1534-1549), um dos grandes patronos da época. O cardeal, que era o arcebispo de Avignon, enviou Facchinetti para lá como seu representante eclesiástico e, posteriormente, o convocou para a administração de seus negócios em Parma, onde ele era governador interino da cidade, de 1556 a 1558. Ele também foi nomeado referendo. da Assinatura Apostólica em 1559 e manteve esse cargo por um ano.

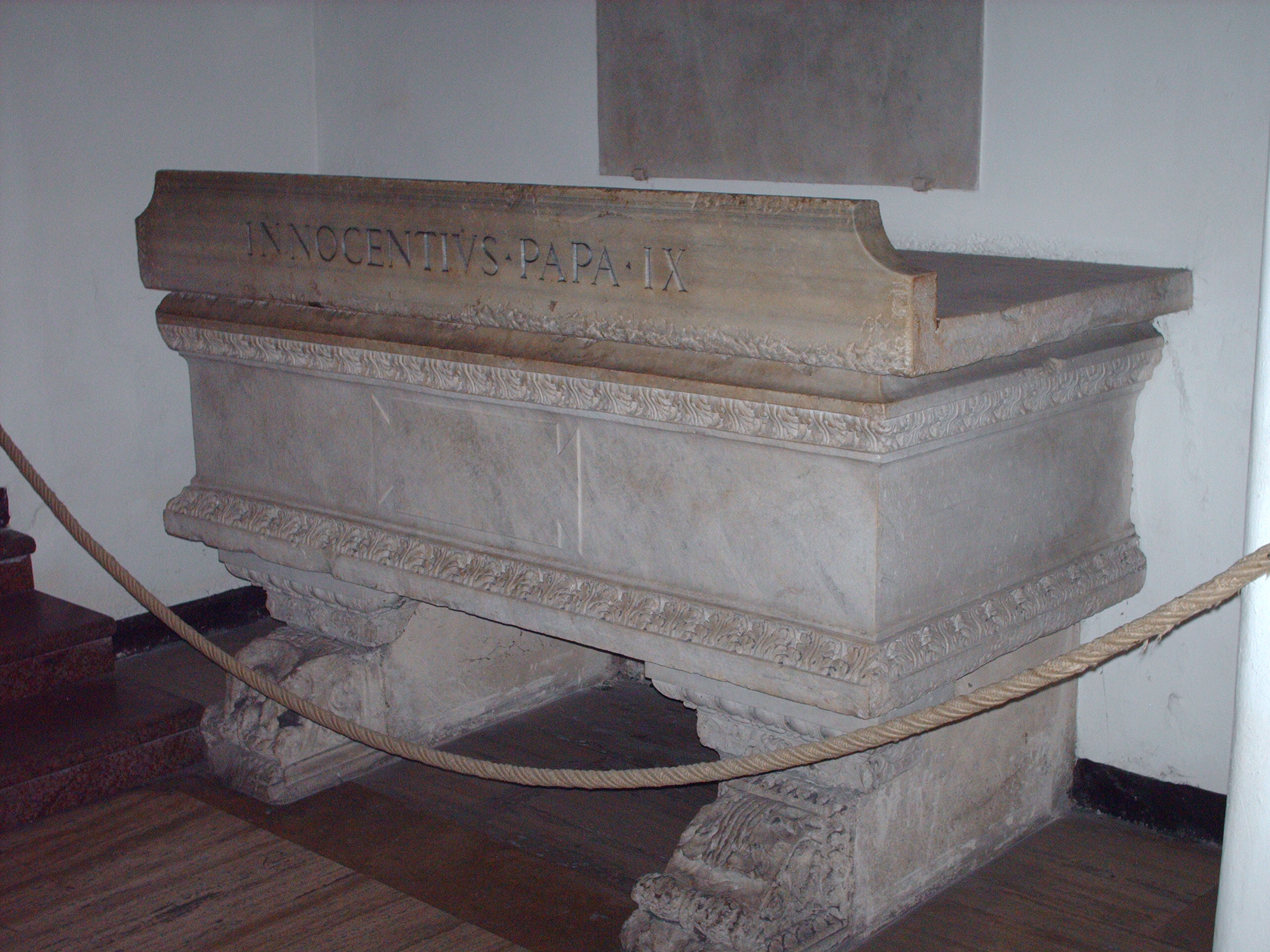
O túmulo de Inocente IX.

### Episcopado e cardinalato
Em 1560, Facchinetti foi nomeado como o Bispo de Nicastro, na Calabria, e em 1562 esteve presente no Concílio de Trento. Ele foi o primeiro bispo a residir na diocese em três décadas. O Papa Pio V (1566-1572) o enviou como núncio papal para Veneza em 1566 para promover a aliança papal com a Espanha e Veneza contra os turcos, o que acabou resultando na vitória de Lepanto em 1571. Ele foi chamado de Veneza em 1572 e foi nomeado prior de S. Andrea di Carmignano na diocese de Pádua, de 1576 a 1587.
Abandonando seu ver para prosseguir a sua carreira em Roma em 1575 e também por causa de razões de saúde, ele foi nomeado o Titular Patriarcado Latino de Jerusalém em 1572. Ele ocupou esse cargo até que ele foi feito cardeal.
O Papa Gregório XIII fez dele um cardeal em 12 de dezembro de 1583 como cardeal-sacerdote de Santos Quatro Mártires Coroados e ele receberia o chapéu vermelho e o título em 9 de janeiro de 1584. O Papa Gregório XIV fez dele o prefeito da assinatura apostólica em 1591.

## Papado
Mesmo antes da morte do papa Gregório XIV, facções espanholas e anti-espanholas estavam buscando eleições para o próximo papa. A interferência de Felipe II de Espanha (r. 1556–1598) no conclave anterior não foi esquecida: ele havia barrado todos, exceto sete cardeais. Dessa vez, o partido espanhol no Colégio dos Cardeais não foi tão longe, mas ainda controlava a maioria e, após um rápido conclave, levaram Facchinetti à cadeira papal como Papa Inocêncio IX. Foram necessárias três cédulas para elegê-lo como papa. Facchinetti recebeu 24 votos no dia 28 de outubro, mas não obteve êxito na votação para ser eleito papa. Ele recebeu 28 votos em 29 de outubro na segunda votação, enquanto o terceiro o viu prevalecer.
O protodeacono cardeal Andreas von Austria coroou Inocêncio IX como pontífice em 3 de novembro de 1591. Ele elevou dois cardeais ao cardinalato no único consistório papal de seu papado em 18 de dezembro de 1591.
Ciente da origem de seu sucesso, Inocêncio IX apoiou, durante seus dois meses de pontificado, a causa de Filipe II de Espanha e a Liga Católica contra Henrique IV de França (r. 1589-1610) nas Guerras religiosas na França (1562-1598), onde um exército papal estava em campo. Sua morte, no entanto, impediu a realização dos esquemas de Inocêncio IX.

### Consistório
Seu sobrinho Giovanni Antonio Facchinetti de Nuce, foi um dos dois cardeais nomeados durante as semanas do pontificado de Inocêncio IX. Um membro posterior do cardinalado foi seu bisneto Cesare Facchinetti (feito cardeal em 1643).

## Morte
Em 18 de dezembro, o papa fez uma peregrinação às sete igrejas de peregrinação de Roma, apesar de estar doente, e pegou um resfriado como resultado. Isso se tornou uma tosse pesada combinada com uma febre que levou à sua morte.
Inocêncio IX morreu início da manhã de 30 de dezembro de 1591. Seu corpo foi sepultado nas grutas do Vaticano em uma tumba simples.